# Павлов, Иван Александрович
Иван Александрович Павлов  (1930 — ?) — шлифовальщик Тираспольского завода электромашин Министерства электротехнической промышленности СССР, Молдавская ССР. Герой Социалистического Труда (08.08.1966). Почётный гражданин города Тирасполя (22.12.1982).

## Биография
Родился в 1930 году в селе Семёновка Инжавинского района Центрально-Чернозёмной (ныне – Тамбовской) области, в семье крестьянина. Русский.
Свой трудовой путь начал в 1948 году рабочим целлюлозного комбината в городе Энсо (с 1949 года – Светогорск) Ленинградской области, затем трудился на железной дороге. В сентябре 1950 года был призван на военную службу, которую проходил в пограничных войсках на советско-румынской границе в Молдавской ССР. После увольнения в запас в январе 1954 года Иван Александрович приехал в город Тирасполь и поступил учеником токаря  расточника в межрайонную мастерскую, которая занималась капитальным ремонтом электродвигателей. В 1957 году на базе мастерской был создан электроремонтный завод, позже – новое предприятие по выпуску электродвигателей – завод «Микродвигатель» (с 1963 года – «Электромаш»).
За короткий период И. А. Павлов освоил работу на токарном, фрезерном и других металлорежущих станках, стал шлифовщиком в цехе малых электрических машин. Ему, как высококлассному специалисту поручались наиболее сложные и ответственные работы. Он первым на заводе «Электромаш» разработал личный комплексный план, выполнение которого позволило резко повысить производительность труда, в числе первых он перешёл работать методом бригадного подряда. По итогам работы в 7-й семилетке (1959–1965) награждён орденом Ленина.
Ударно трудился и в годы 8-й пятилетки (1966–1970). В марте юбилейного 1970 года, выполнил задания пятилетнего плана.
Указом Президиума Верховного Совета СССР от 20 апреля 1971 года за выдающиеся успехи в выполнении заданий восьмого пятилетнего плана Павлову Ивану Александровичу присвоено звание Героя Социалистического Труда с вручением ордена Ленина и золотой медали «Серп и Молот».
В том же 1971 году Тираспольский завод «Электромаш» был награждён орденом Трудового Красного Знамени.
Являясь ударником коммунистического труда, активным рационализатором, а также наставником, обучил специальности шлифовщика два десятка рабочих, большинство из которых продолжили работать на заводе, имели своё личное клеймо.
Член КПСС, неоднократно избирался членом Тираспольского горкома Компартии Молдавии, Тираспольского комитета народного контроля, членом парткома и цехового комитета профсоюза завода «Электромаш», депутатом Тираспольского городского Совета народных депутатов 17-го созыва. Делегат XIV (1976) и XV (1981) съездов КП Молдавии.

## Награды
- Золотая медаль «Серп и Молот»(08.08.1966)
- Орден Ленина (08.08.1966)
- Орден Ленина (20.04.1971)
- Медаль «В ознаменование 100-летия со дня рождения Владимира Ильича Ленина» (6 апреля 1970)
- Медаль «Ветеран труда»
- медалями ВДНХ СССР:
- Почётной грамотой Президиума Верховного Совета Молдавской ССР (1957)

## Память
- На могиле установлен надгробный памятник